# كيلر وليامز
كيلر وليامز (بالإنجليزية: Keller Williams)‏ هو موسيقي أمريكي، ولد في 4 فبراير 1970 في فريدريكسبيورغ في الولايات المتحدة.

## وصلات خارجية
- الموقع الرسمي
- كيلر وليامز على موقع ميوزك برينز (الإنجليزية)
- كيلر وليامز على موقع أول ميوزيك (الإنجليزية)
- كيلر وليامز على موقع ديسكوغز (الإنجليزية)